# Mig og min kontaktperson
|  | Denne artikel er oprettet af botten PalnaBot ud fra en ekstern database. Den kan derfor have sproglige fejl eller mangler. Denne skabelon kan fjernes efter kontrol af indholdet. |

Mig og min kontaktperson er en film instrueret af Claus Ørsted.

## Handling
Filmberetning om relationer mellem udsatte børn/unge og deres kontaktperson. Alle børn og unge har behov for voksnes stabile omsorg og støtte. Nogle forældre er ikke i tilstrækkelig grad i stand til at løfte opgaven og det gør de unge sårbare og socialt udsatte. En af de forebyggende foranstaltninger, som kommunerne kan benytter sig af, er at knytte en fast voksen kontaktperson til de sårbare unge. Et filmhold har besøgt København og Hillerød Kommune for at se hvordan man opbygger relationer mellem unge og deres kontaktperson.